# Laura Lo Zito
Laura Lo Zito (* 1985 in Hamburg) ist eine deutsche Schauspielerin.

## Leben
Laura Lo Zito wuchs in Hamburg auf. Bereits mit drei Jahren begann sie eine klassische Ballettausbildung.
Nach einer professionellen Schauspielausbildung hatte sie ihr Bühnendebüt als Darstellerin im 2005 am Deutschen Schauspielhaus in Hamburg. Sie wirkte seitdem in zahlreichen Theaterstücken wie beispielsweise in Wie es euch gefällt von William Shakespeare sowie auch in Musicals mit. Sie stand in mehreren Theatern auf der Bühne, so unter anderem auch am Theater am Kurfürstendamm.
Seit 2004 wirkte  sie als Schauspielerin vor der Kamera bislang in mehr als 30 Film-und-Fernsehproduktionen mit. Sie ist zudem als Drehbuchautorin für Fernsehserien tätig.
Laura Lo Zito lebt abwechselnd in Hamburg und Berlin.

## Filmografie (Auswahl)
- 2007: Notruf Hafenkante (Fernsehserie, 1 Folge)
- 2008: Robert Zimmermann wundert sich über die Liebe
- 2010: Schlaflos in Oldenburg
- 2010: Weissensee (Fernsehserie, 1 Folge)
- 2011: Anonymus
- 2011: Nord Nord Mord (Fernsehserie, 1 Folge)
- 2011: Löwenzahn (Fernsehserie, 1 Folge)
- 2013: Bella Block (Fernsehserie, 1 Folge)
- 2013: Tore tanzt
- 2014: Morden im Norden (Fernsehserie, 1 Folge)
- 2014: Kripo Holstein – Mord und Meer (Fernsehserie, 1 Folge)
- 2015: Einfach Rosa – Die Hochzeitsplanerin
- 2015–2019: Jennifer – Sehnsucht nach was Besseres (Fernsehserie)
- 2019: Das Märchen von den zwölf Monaten

## Hörspiele (Auswahl)
- 2006: Enda Walsh: Chatroom (Laura) – Regie: Alexander Schuhmacher, Nils-Daniel Finckh (Original-Hörspiel – NDR)

Quelle: ARD-Hörspieldatenbank